# Panetolikos
Panetolikos G.F.S. (griechisch Παναιτωλικός) ist ein Fußballverein aus der westgriechischen Stadt Agrinio, 50 Kilometer nördlich von Patras. Die Vereinsfarben sind Gelb und Blau. Seine Heimspiele trägt der Verein im Panetolikos-Stadion in der Prousiotissi-Straße aus.

## Geschichte
Der Verein wurde 1926 gegründet. 1975 stieg Panetolikos als Meister der zweiten Liga erstmals in die erste griechische Liga auf. Im Jahr 2011 gelang dem Verein als Zweitligameister nach vielen Jahren in den unteren Klassen erneut der Aufstieg in die erste Liga, jedoch stieg der Verein in der Saison 2011/12 direkt wieder in die zweitklassige Football League ab. In der Saison 2012/13 gelang der Aufstieg in die Super League über die Playoffs. Seither spielt Panetolikos ununterbrochen in der obersten Spielklasse. 

## Spieler (Auswahl)
- Petros Michos (1976–1978)
- Efstratios Apostolakis (1981–1985)
- Daniel Gunkel (2010)
- Angelos Charisteas (2011–2012)
- Giorgos Theodoridis
- Henri Camara (2011–2014, 2015–2016)
- Christopher Knett (2019–)
- Jacob Une Larsson (2022–)